# Буксјер о Шен
Буксјер о Шен (фр. Bouxières-aux-Chênes) насеље је и општина у североисточној Француској у региону Лорена, у департману Мерт и Мозел која припада префектури Нанси.
По подацима из 2011. године у општини је живело 1413 становника, а густина насељености је износила 71,18 становника/km². Општина се простире на површини од 19,85 km². Налази се на средњој надморској висини од 290 метара (максималној 408 m, а минималној 212 m).

## Демографија
| 1962. | 1968. | 1975. | 1982. | 1990. | 1999. | 2011. |
| ----- | ----- | ----- | ----- | ----- | ----- | ----- |
| 656   | 780   | 1.002 | 1.293 | 1.284 | 1.312 | 1.413 |

График промене броја становника у току последњих година